# Буланжизъм
Буланжизмът е реваншистко обществено движение във Франция от края на 80-те години на 19 век под лозунга за война срещу Германската империя, преразглеждане на републиканската Конституция на Третата френска република от 1875 г. и разпускането на парламента. В известен смисъл буланжизмът е продължение на стария бонапартизъм на Френската империя.
Движението е оглавено от генерал Жорж Буланже, по името на който получава и името си. Със самоубийството на стария френски генерал буланжизма постепенно затихва, а неговото влияние намалява.
|  | Тази страница частично или изцяло представлява превод на страницата „Буланжизм“ в Уикипедия на руски. Оригиналният текст, както и този превод, са защитени от Лиценза „Криейтив Комънс – Признание – Споделяне на споделеното“, а за съдържание, създадено преди юни 2009 година – от Лиценза за свободна документация на ГНУ. Прегледайте историята на редакциите на оригиналната страница, както и на преводната страница, за да видите списъка на съавторите. ВАЖНО: Този шаблон се отнася единствено до авторските права върху съдържанието на статията. Добавянето му не отменя изискването да се посочват конкретни източници на твърденията, които да бъдат благонадеждни. |